# 紫光夜
〈紫光夜〉（韓語：보라빛 밤）為韓國歌手宣美於2020年6月29日由MakeUS娛樂發行的第七張個人單曲。

## 發行背景
宣美透露，其原先是在創作別首歌，但因為感受到現在人的心情很低落，所以想做一些讓人們能夠感到振奮的東西，而不是讓人印象深刻的東西，並表示這首歌的意思是紫羅蘭色的星空，而這首歌之所以被選中的原因是因為她認為紫羅蘭色的星空讓他感受到無法形容的愛和喜悅。

## 創作理念
此次單曲由宣美與FRANTS再次攜手創作，結合了現代流行舞蹈與城市流行風格且具備吉他的伴奏，曲目有強烈的節奏感，而宣美有一次在記者會描述這首歌時，表示這首歌想帶給聽眾「在夏天的炎熱天氣，徐徐的微風向你吹來並給你帶來涼感，而當你在咖啡廳的露台上仰望天空時，你也會因為陷入在這首歌之中」。

## 樂評
《滾石雜誌》印度版評論此曲是一首有趣的八零年代重量級流行歌曲，透過宣美與FRANTS的合作，巧妙地把懷舊風格與現代流行音樂融合，達到一種特別的縈繞不去的效果。

## 發行與排行

### 發行紀錄
| 單曲       | 日期          | 形式     | 發行公司                      |
| ---------- | ------------- | -------- | ----------------------------- |
| 《紫光夜》 | 2020年6月29日 | 數位下載 | MakeUS Entertainment、Kakao M |

### 排行榜
| 榜單名稱（2020年）        | 最高排名 |
| ------------------------- | -------- |
| Gaon数字榜                | 5        |
| 告示牌韓國K-pop百強單曲榜 | 4        |
| 告示牌美國單曲銷售榜      | 5        |
| 新加坡（RIAS）            | 15       |